# 프랑수아 1세 드 생폴 백작

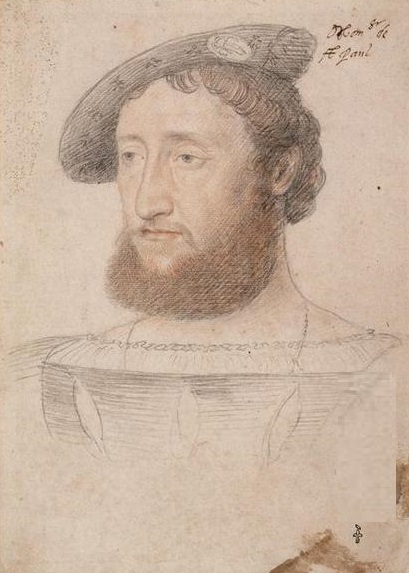
프랑수아 1세 드 부르봉생폴

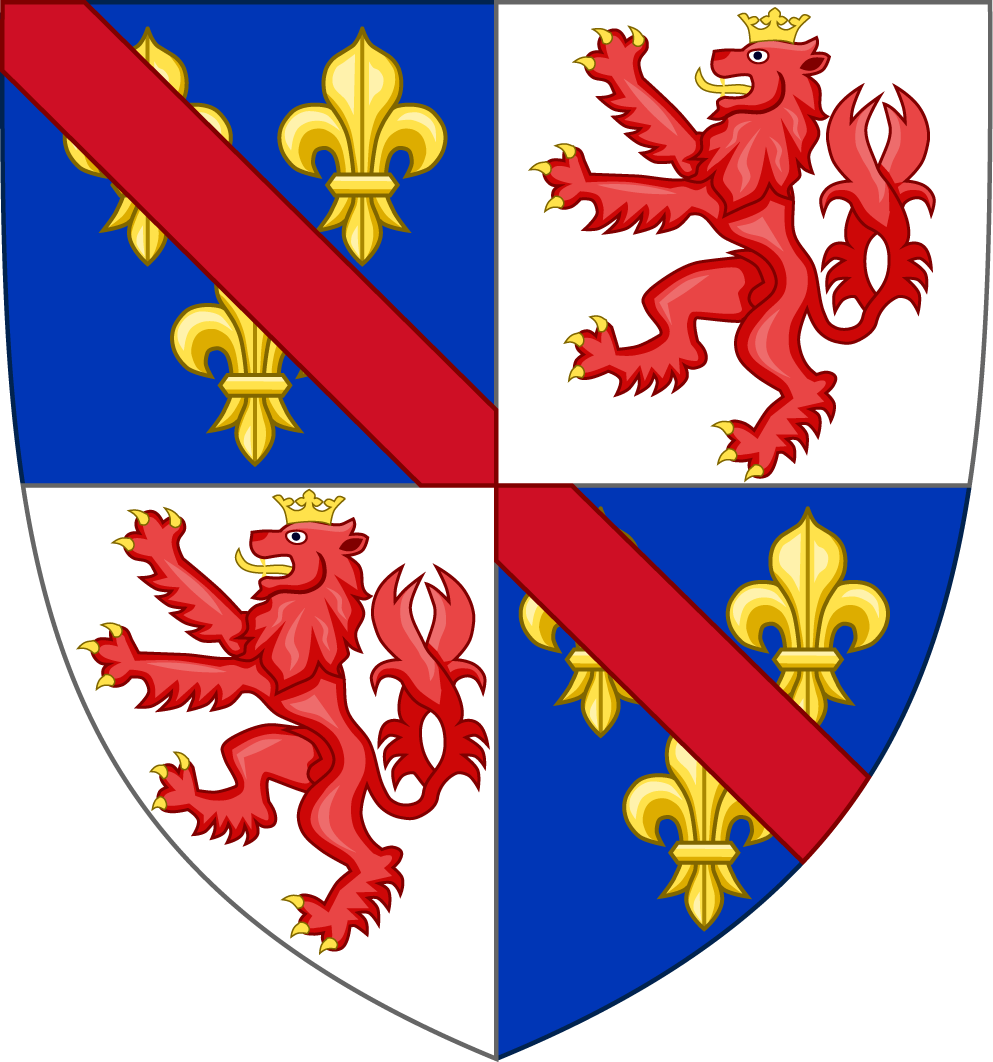
프랑수아 1세 드 생폴의 문장.

프랑수아 1세 드 생폴(François Ier de Saint-Pol, 1491년 10월 6일 – 1545년 9월 1일)은 프랑스의 백작이자 이탈리아 전쟁 동안 중요 군사 지휘관이다.
프랑수아는 프랑수아 드 부르봉방돔과 마리 드 뤽상부르의 차남이다. 엄밀하게 말해 그는 프랑스의 프랭스 뒤 상이었다. 그의 속지인 생폴 백작령은 그의 어머니의 뤽상부르 가문의 유산에서 온 것이었다.
에투트빌(Estouteville)의 후계자인 아드리엔(Adrienne)과의 1534년 2월 9일에 열린 그의 혼인은 그에게 에투트빌, 바예몽(Vallemont), 바랑주빌(Varengeville), 베른발(Berneval), 클뢰빌(Cleuville)의 노르만 가문의 영지들로 이뤄진 몇몇 남작령을 가져다 주었다. 이들은 루앙의 고등법원을 통해 1534년 9월 12일에 등록된 왕실의 허가증에 의해서 프랑수아로 하여금 에투트빌 공작령을 세우게 해주었으며, 이들 부부의 혼인 서약이 1540년 4월 16일 파리의 고등법원에도 등록되었다. 1537년에 그는 프랑수아 1세에게 몽포르라모리를 대가로 생폴 백작 지위를 교환했다가, 1544년 전쟁 발발전에 그에게 돌려주었다.
그는 1515년 마리냐노 전투 이후 피에르 테라유 바야르에게 기사 서임을 받았다. 그는 1521년 메지에르 방어전에 참여했었으며, 패배한 세시아 전투에서 보니베와 바야르 휘하에서 싸웠고 1525년 파비아 전투에서 포로가 되었다.
1527년 그는 도피네의 총독이 되었으며, 보통 사부아와 피에몬테에서 프랑스의 작전 활동에 대한 책임을 지녔다. 그의 군대는 란드리아노 전투에서 전멸당하고 그는 포로가 되어 1529년 캉브레 조약까지 잡혀있었다.
그는 1533년 마르세유에서 열린 프랑수아 1세와 교황 클레멘스 7세 사이의 회동에 참여했다.
1542년, 그는 피카르디와 룩셈부르크에서 도팽과 합류했다. 1543년, 그는 피카르디에서 잉글랜드와 스페인에 대항한 프랑스 사령관 중 한 명이었다. 1542년-1546년의 이탈리아 전쟁에서 그는 사보이아 정복의 책임을 맡았다. 그는 체레솔레 전투 (1544년)에 대해서 조언을 했으나, 그 전투에서 승리한 블레즈 드 몽뤽에 의해 기각되었다.

## 혼인과 자녀
그는 1534년 2월 9일 에투트빌 여공 아드리엔(1512-1560)과 혼인했다:
- 프랑수아 2세 드 부르봉생폴(François II de Bourbon-Saint-Pol,1536년-1546년)
- 마리(Marie, 1539년-1601년) : 그의 친척이자 수아송, 앙강 백작 장과 혼인했으나, 레오노르 도를레앙롱그빌과 재혼했다.

## 참고 자료
- Charles Gavard, «Galerie Historique du Palais de Versailles. Vol.VIII» (1846) Imprimerie Royale.